# Peter Brokmeier
Peter Hermann Brokmeier (* 2. März 1935 in Brebach-Fechingen bei Saarbrücken; † 23. Oktober 2023) war ein deutscher Politikwissenschaftler.
Nach Studien der Soziologie und Politologie in Frankfurt und Berlin, wurde Brokmeier  1971 an der damaligen Technischen Universität Hannover promoviert und habilitierte sich ebendort (kumulativ) 1974 für „Wissenschaft von der Politik“. 1980 wurde er in Hannover zum Professor ernannt und 2000 pensioniert. Sein Arbeitsschwerpunkt war die  Politische Theorie und Ideengeschichte; insbesondere beschäftigte er sich mit Hannah Arendt.

## Leben
Peter Brokmeier wurde als zweiter Sohn von Friedrich und Marga Brokmeier geboren. Die sozialdemokratisch engagierte Familie war in seinem Geburtsjahr 1935 aus dem Saarland zunächst nach Straßburg, ein Jahr später nach Nizza gezogen, nachdem sich in einer Volksabstimmung mehr als 90 Prozent  der Wähler für die Angliederung des Saarlandes an das nationalsozialistische Deutsche Reich entschieden hatten.
Das mit dem nationalsozialistischen Aggressor kooperierende Vichy-Regime hatte im Zweiten Weltkrieg die Internierung deutscher Emigranten befohlen, dazu gehörte im April 1941 auch für kurze Zeit Friedrich Brokmeier. Nach der Entlassung des schwer erkrankten Vaters aus dem Lager Les Milles, kehrte die Familie mit Hilfe des Nansen-Passes zurück nach Deutschland. Peter Brokmeier ging in Detmold vier Jahre zur Volksschule.
Während sein Vater bereits kurz nach der Kapitulation 1945 durch die Franzosen als Bürgermeister von Neunkirchen (Saar) eingesetzt wurde, besuchte Peter Brokmeier ab 1947 das freiheitlich-humanistisch geprägte Landschulheim Birklehof im Schwarzwald. 1952 begann er siebzehnjährig eine Lehre als Schriftsetzer. Politisch schloss er sich den sogenannten Trotzkisten an. Wenig später zog er zu seinem Vater nach Neunkirchen und konnte 1955 am Ludwigsgymnasium (Saarbrücken) das Abitur ablegen. Anschließend absolvierte er eine Buchhändlerlehre und arbeitete danach im Georg Thieme Verlag in Stuttgart.
Seit 1960 studierte Brokmeier  Germanistik, Philosophie und Soziologie in  Frankfurt u. a. bei Theodor W. Adorno. Noch im selben Jahr trat er dem Sozialistischen Deutschen Studentenbund (SDS) in Frankfurt bei. Zunächst stand er der Frankfurter Schule nahe.
1962 heiratete er Ulrike Straßer, ebenfalls Angestellte beim Thieme-Verlag. Das Paar hat eine Tochter. Wenig später nahm er ein  Studium der Politikwissenschaft u. a. bei  Richard Löwenthal und Ernst Fraenkel in Berlin auf, das er mit einer Diplomarbeit über die Schriften Eduard Bernsteins abschloss. Zu dieser Zeit fand er zu den Arbeitsgebieten seiner späteren Universitätslaufbahn: Politische Theorie, Ideengeschichte und die Geschichte des 20. Jahrhunderts mit Schwerpunkt Sozialismus/Kommunismus.
1967 war er im Internationalen Dokumentationszentrum zur Erforschung des Nationalsozialismus und seiner Folgeerscheinungen tätig und beobachtete den Euthanasie-Prozess in Frankfurt am Main. Wenig später löste sich das Institut auf. Danach bekam er eine Stelle als Fachreferent in der Forschungsstelle für Jugendfragen in Hannover. Hier legte Brokmeier den Fokus auf die sozialwissenschaftliche Untersuchung der Jugend in der DDR. Ab 1970 war er Lehrbeauftragter am Seminar für Wissenschaft von der Politik an der Technischen Universität Hannover, der Vorläuferin der  Universität Hannover. Mitte 1971 wurde er promoviert mit der Dissertation Erziehung und Gesellschaft in der DDR. Karl Marx' Theorie der Universalität des Menschen und ihre Anwendung in der polytechnischen Bildung.
Wenig später bekam er an diesem Seminar eine Anstellung als Akademischen Rat bei Jürgen Seifert. Neben der Erforschung der DDR, legte er seinen Schwerpunkt auf die Geschichte des politischen Denkens (Aristoteles, Machiavelli, Rousseau, Hegel, Clausewitz, Max Weber u. a.). Im Sommer 1974 habilitierte sich Brokmeier im Fach Wissenschaft von der Politik. Eine Habilitationsschrift musste er dazu nicht anfertigen, stattdessen konnte er diverse wissenschaftliche Veröffentlichungen einreichen (kumulative Habilitation).
Von nun an lehrte Brokmeier als Privatdozent und wurde im April 1975 zum Akademischen Oberrat berufen. Er erwarb sich mit dieser Tätigkeit im August 1978 den Titel des Apl. (außerplanmäßigen) Professors. 1980 wurde er Professor der Politikwissenschaft ohne Lehrstuhl, eine Position, die er bis zu seiner Pensionierung im Jahr 2000 innehatte. Vereinzelt hielt Brokmeier dort noch Seminare zur philosophischen Theorie der Politik ab.

## Wirken
Die politische Philosophie Hannah Arendts spielte in den Publikationen Brokmeiers seit 1980 eine große Rolle, insbesondere der Totarismusbegriff Arendts und dessen Bezug auf die nationalsozialistische Herrschaft. Er vertrat die These, Arendt habe diesen Bezug bewusst, als allgemein gültiges, wenn auch sehr spezielles Beispiel, gewählt. Es sei nicht die sozialwissenschaftliche Analyse des Naziregimes, mit der sich Arendt befasste, sondern die als wachsende Weltentfremdung und Entpersonalisierung sich manifestierende negative Utopie der Moderne, ein über Jahrhunderte hinweg andauernder Vorgang, der prinzipiell zwar alle Länder der Erde erfasse, jedoch am Beispiel der Entwicklung Deutschlands in der ersten Hälfte des 20. Jahrhunderts sich besonders klar untersuchen lasse. Hier trete das „Unwesen der Moderne“ in einer besonders reinen Form, der <Kristallisationsform> (Arendt) zutage. Diesem Phänomen auf den Grund zu gehen, war laut Brokmeier das philosophische Grundmotiv im Denken Hannah Arendts.
Brokmeier sah den nach Arendt formulierten Totalitarismusbegriff als nicht abgeschlossen an. Er unterschied zwei verschiedene Formen, die er als Totalitarismus der „Massengesellschaft“ und Totalitarismus „ad hoc“ bezeichnete. Während der Letztgenannte durch eine institutionelle Ebene überwunden werden könne, bliebe Ersteres das ungelöste Problem der Gegenwart, denn der zur Weltlosigkeit und Weltentfremdung treibende Unterstrom der Massengesellschaft, so postulierte Brokmeier, träte immer wieder an die Oberfläche. Ein solcher Totalitarismus sei im heutigen Deutschland zwar latent vorhanden, nicht aber manifest. Dies führte Brokmeier auf Rudimente des von Arendt geprägten Begriffs „Weltsinn“ zurück.
Zudem waren Carl von Clausewitz und Niccolò Machiavelli wichtig für Peter Brokmeiers Lehr- und Forschungstätigkeit. Hinzu kamen Studien zum dichterischen und essayistischen Werk Ernst Jüngers, die ihn maßgeblich darin beeinflusst haben, die beiden Leitlinien seines Denkens – Totalitarismuskritik und Politikbegriff – zusammenzuführen.
Brokmeier war Mitglied in folgenden wissenschaftlichen Vereinigungen: seit 1976 in der Leibniz-Gesellschaft, Hannover; seit 1978 in der Deutschen Vereinigung für Politische Wissenschaft, Osnabrück; seit 1988 in der Leibniz-Gesellschaft, Isernhagen und seit 1990 in der Deutschen Gesellschaft zur Erforschung des Politischen Denkens, Münster.

## Schriften

### Aufsätze
- Über die Bedeutung Sohn-Rethels für eine materialistische Theorie der Übergangsgesellschaften, in: P. W. Schulze (Hrsg.): Übergangsgesellschaft. Herrschaftsform und Praxis am Beispiel der Sowjetunion, Frankfurt am Main 1974, S. 115–148.
- Der Kommunismus in der Formationsgeschichte, in: Gesellschaftsformationen in der Geschichte, in: Argument-Sonderband, AS 32, Berlin (West) 1978, S. 163–189.
- Clausewitz oder Das Prinzip Krieg und seine Gegenkräfte, in: Düsseldorfer Debatte, Jg. 1, Heft 2, 1984, S. 3–12.
- Die Metamorphosen der Politik und Saint-Simons Frage, in: Düsseldorfer Debatte, Heft 12, 2. Jg., 1985, S. 19–24.
- Geschichte vernichten. Reflexionen über den organisierten Massenmord im deutschen Faschismus, in: Düsseldorfer Debatte, Jg. 3, Heft 10, 1986, S. 27–39
- Kann der Marxismus Institutionen begründen?, in: G. Göhler (Hrsg.): Grundfragen der Theorie politischer Institutionen. Forschungsstand – Probleme – Perspektiven, Opladen 1987, S. 229–241
- Institutionen als ideologische Apparate bei Spinoza in: G. Göhler / K. Lenk / H. Münkler / M. Walther (Hrsg.): Politische Institutionen im gesellschaftlichen Umbruch. Ideengeschichtliche Beiträge zur Theorie politischer Institutionen, Opladen 1990, S. 276–292.
- Politische Theorie und militärische Aktion. Carl von Clausewitz und die kritische Analyse des zweiten Golfkrieges in: Jürgen Seifert u. a.: Logik der Destruktion, Frankfurt am Main/Hannover/Heidelberg 1992, S. 81–88.
- Institutionen als das Organon des Politischen. Versuch einer Begriffsbildung im Anschluss an H. Arendt, in: G. Göhler (Hrsg.): Die Eigenart der Institutionen. Zum Profil politischer Institutionentheorie, Baden-Baden 1994, S. 167–186.
- Hannah Arendts Reflexionen über Deutschland in der Nachkriegszeit, in: M. Buckmiller, J. Perels (Hrsg.) Opposition als Triebkraft der Demokratie. Bilanz und Perspektiven der zweiten Republik. Jürgen Seifert zum 70. Geburtstag, Hannover 1998, S. 41–50.
- Vom Geist der inneren Emigration in: „Les Carnets Ernst Jünger. Revue du Centre de Recherche et de Documentation Ernst Jünger“, Heft 7/2002, ntpellier 2003, S. 51–69

### Vorträge, Stellungnahmen
- Wolfgang Abendroth und das marxistische Denken in: Dialektik 11. Wahrheiten und Geschichten – Philosophie nach '45. Köln 1986, S. 237–242.
- Der Raum des Politischen in der Revolution von 1789, in: Annalen der internationalen Gesellschaft für dialektische Philosophie, Societas Hegeliana, Bd. VII, 1990, S. 120–124.
- Schwierigkeiten bei der Erforschung von Eisbergen. Antwort auf J. P.Reemtsma, „Die 'Signatur des Jahrhunderts’ – ein kataleptischer Irrtum?“, in: Mittelweg 36, 2. Jg., Heft 5, 1993, S. 27–29.
- Über die Bedeutung der politischen Institutionen im Werk von Hannah Arendt, in: Die Welt des Politischen. Hannah Arendts Anstöße zur gegenwärtigen politischen Theorie, Dokumentation einer Tagung v. 27.–29. Oktober 1995. H.-P. Burmeister, Chr. Hüttig (Hrsg.): Loccumer Protokolle 60/95, Rehburg/Loccum 1996, S. 101–109.
- Entwicklungsbedingungen der DDR-Gesellschaft, in: Kritische Justiz, Heft 4, 1972, S. 331–348.
- Der Widerspruch zwischen dem Politischen und dem Sozialen. Zur Politischen Philosophie H. Arendts in: 10. Leutherheider Forum: Die soziale Frage in Europa seit einem Jahrhundert – vor dem Jahr 2000 Adalbert-Stiftung Krefeld, 17. – 20. Juli 1997. Tagungsprotokoll, S. 101–104.
- Zur Legitimation von Herrschaft bei Dante Alighieri, Vortrag auf einem Symposium des Philosophischen Seminars der Universität Hannover vom 26. – 28. Februar 2002, in: Günther Mensching (Hrsg.) Gewalt und ihre Legitimation im Mittelalter, Würzburg 2003, S. 248–265

### Editionen
- Mit Peter W. Schulze u. a. (Hrsg.): Übergangsgesellschaft, Herrschaftsform und Praxis am Beispiel der Sowjetunion. Fischer, Frankfurt am Main 1974, ISBN 3-436-01923-2.